# 哈土依
哈土依（Hatuey，—1512年2月2日）是16世紀初印第安泰諾族（Taíno）的酋長，是伊斯帕尼奧拉島的原住民。在西班牙殖民者入侵古巴東部時，哈土依率領游擊隊抗抵，終因叛徒密告，被西班牙人捉住，活活燒死。他是首位對抗探索新大陸的殖民者的戰士，被譽為「古巴首位國家英雄」。

## 抗爭史
1511年，迭戈·委拉斯奎斯（Diego Velázquez de Cuellar）率領西班牙征服者大軍浩浩蕩蕩從伊斯帕奧拉島出發，劍指古巴。 當時哈土依位於伊斯帕奧拉島的族人已被征服，其本人已成亡國奴，但其一得知西班牙人準備侵略古巴的消息，便連夜率領四百族人乘獨木舟渡海至古巴，終於搶在西班牙人之前到達。
巴托洛梅·德拉斯·卡萨斯（Bartolomé de Las Casas）後來認為以下的演說是出自哈土依本人的。他把一籃金子和珠寶顯示給古巴人們看，並說：
「這就是西班牙人拜的神。為了這些，他們侵略和屠殺；為了這些，他們迫害我們，這就是為甚麼我們必須把他們扔回大海裡……這些暴君告訴我們，他們崇拜一個和平與平等的神，但卻篡奪我們的土地，奴役我們的族人。他們告訴我們說他們的有不滅的靈魂、死後永恆的獎賞和懲罰，但卻掠奪我們的財產，擄走我們的妻子，強姦我們的女兒。這些懦夫知道自己遠不及我們勇猛，所以便找鐵皮把自己覆蓋得嚴嚴實實，令我們的武器無法穿透……」
大部分的古巴人不相信哈土依所言，因此只有少數的人跟隨他加入戰鬥的行列。哈土依使用游擊戰術攻擊西班牙人，並成功地令他們不敢越雷池一步，一直躲在巴拉科阿（Baracoa）的城堡中，甚至到他們把哈土依擒拿了後亦然。1512年2月2日，哈土依在亞拉（Yara）被西班牙人活活燒死。
行刑前，一位神父告訴他，若他願意接受耶穌基督為救主，就可以上天堂。哈土依問道：「天堂有西班牙人的嗎？」神父回答說：「天堂有很多西班牙人，只要是善良的西班牙人都可以上天堂。」哈土依於是說：「我不願意當天主教徒了，因為最善良的西班牙人也都是壞蛋，我不想上天堂後再見到他們。」

## 哈土依與大眾文化
在庫爾特·馮內古特於1990年出版的長篇小說《咒語》（Hocus Pocus）中有提及過哈土依的事跡。
哈土依啤酒是一種在古巴哈瓦那釀造的啤酒，现在古巴依然酿造，但产量很小，百加得的Indian Head Brewery在美國巴爾的摩亦有釀造。百加得版哈土依啤酒是貯藏啤酒（light lager，一種淡啤酒）（標準酒度為5.5%），被裝在綠色的樽中售賣，並在其表面標上紅色的標籤，上有泰諾人（Taino）的素描。
在多明尼加有一種很著名的蘇打餅乾品牌，名為哈土依。